# Korresponderende base
En korresponderende base (gammeldags: syrerest eller syrerestion) er basen i et korresponderende syre-basepar. Den er den negativt ladede ion, der bliver tilbage, når man fjerner H+-ionen fra en syre.

## Eksempler
- Cl- (Kloridion) fra saltsyre.
- NO3- (Nitration) fra salpetersyre.
- SO42- (Sulfat) fra svovlsyre.
- PO43- (Fosfation) fra fosforsyre.
- CH3COO- (Acetation) fra eddikesyre.

Syrerestioner indgår sammen med positive ioner i opbygningen af salte.